# Malinovo (district de Senec)
Malinovo (allemand : Ebersdorf bei Feilendorf ) est un village de Slovaquie situé dans la région de Bratislava.

## Histoire
Première mention écrite du village en 1209.

## Démographie

### Évolution de la population
| Année:               | 1994. | 2004.    | 2014.    | 2024.    |
| -------------------- | ----- | -------- | -------- | -------- |
| Nombre de personnes: | 1257  | 1401     | 2520     | 4146     |
| Différence:          |       | +11,45 % | +79,87 % | +64,52 % |

| Année:               | 2023. | 2024.   |
| -------------------- | ----- | ------- |
| Nombre de personnes: | 4133  | 4146    |
| Différence:          |       | +0,31 % |